# Houston Heights
El Houston Heights es un barrio de Houston. El Heights tiene una altura de 23 pies más alto que Downtown Houston. Muchas de las casas del Heights son de estilo victoriano. El Heights es cuatro millas al noroeste de Downtown.

## Historia
A partir de 1891, Oscar Martin Carter y la empresa Omaha and South Texas Land Company establecieron y desarrollaron el Houston Heights. El Heights fue un "streetcar suburb". En 1900 tenía 45.000 personas.

## Educación
El Distrito Escolar Independiente de Houston gestiona escuelas públicas que sirven el Houston Heights. Escuelas primarias que sirven el Heights son Crockett, Field, Harvard, Helms, Love, y Sinclair. Escuelas medias que sirven Midtown son la Escuela Media Hamilton y la Escuela Media Hogg. Escuelas preparatorias (high schools) que sirven Midtown son la Preparatoria Heights (anteriormente la Preparatoria Reagan) y la Preparatoria Waltrip.
La Biblioteca Pública de Houston gestiona la Biblioteca Sucursal Heights.

## Galería

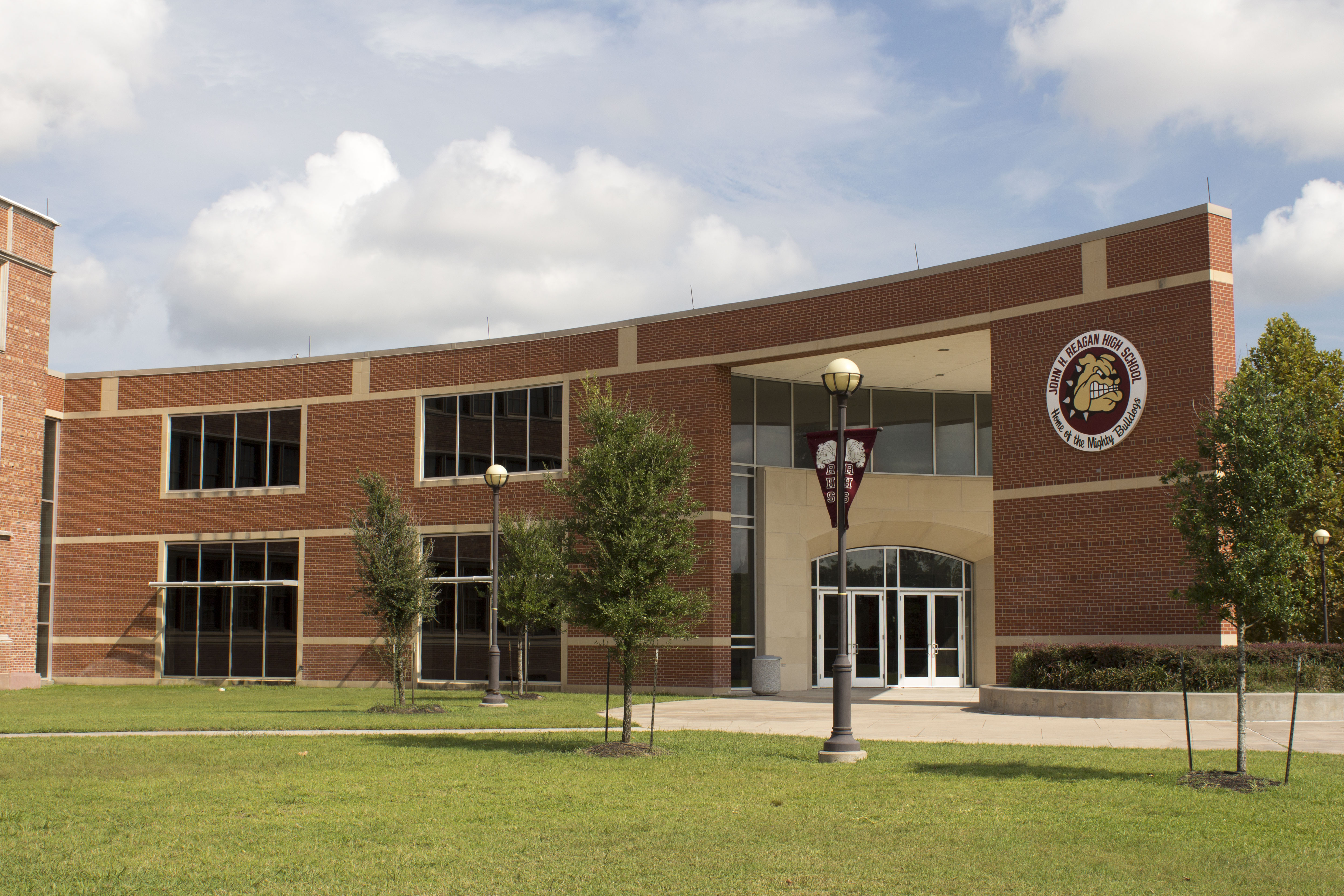
Entrada de la Escuela Preparatoria Heights
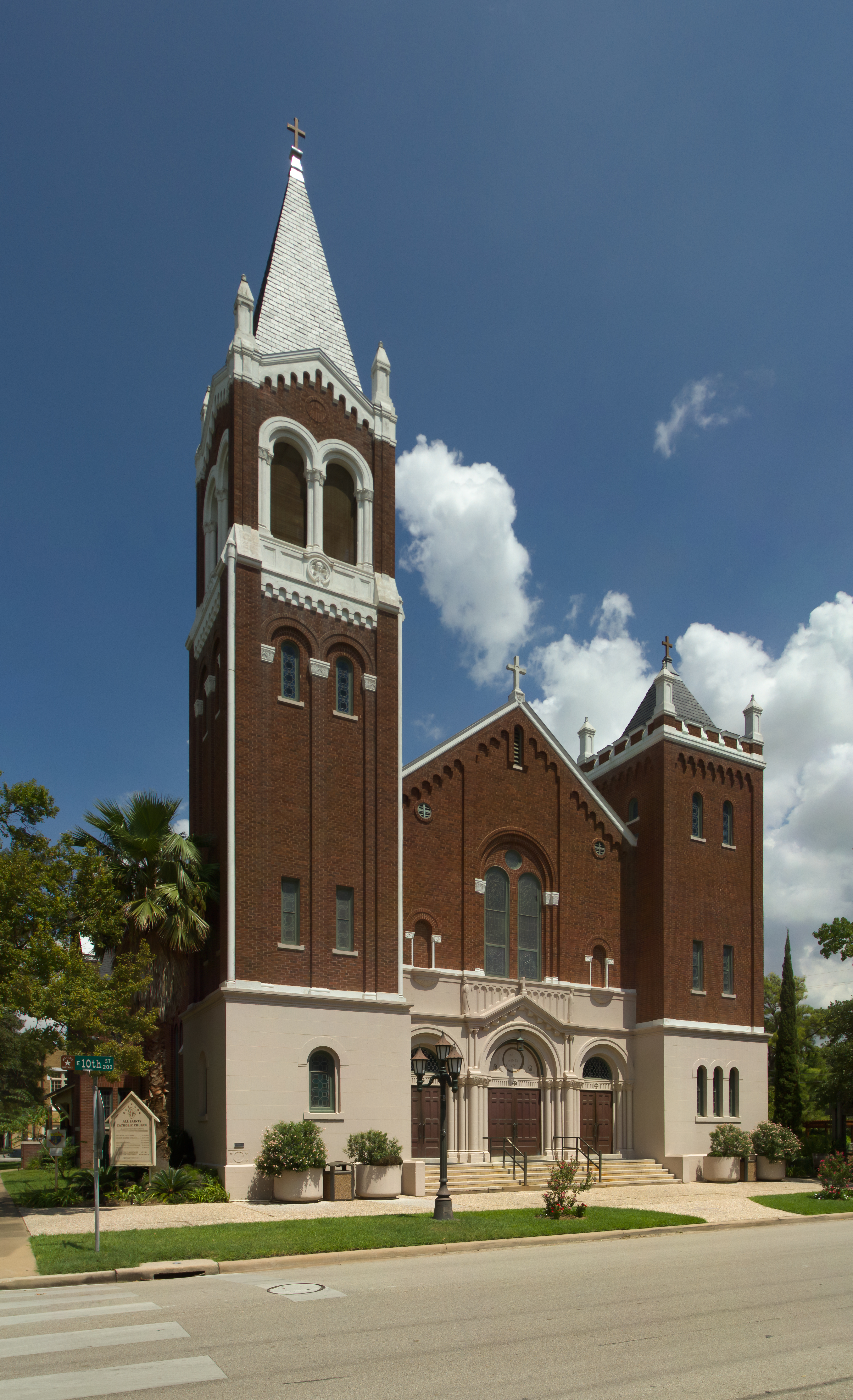
Todos los Santos
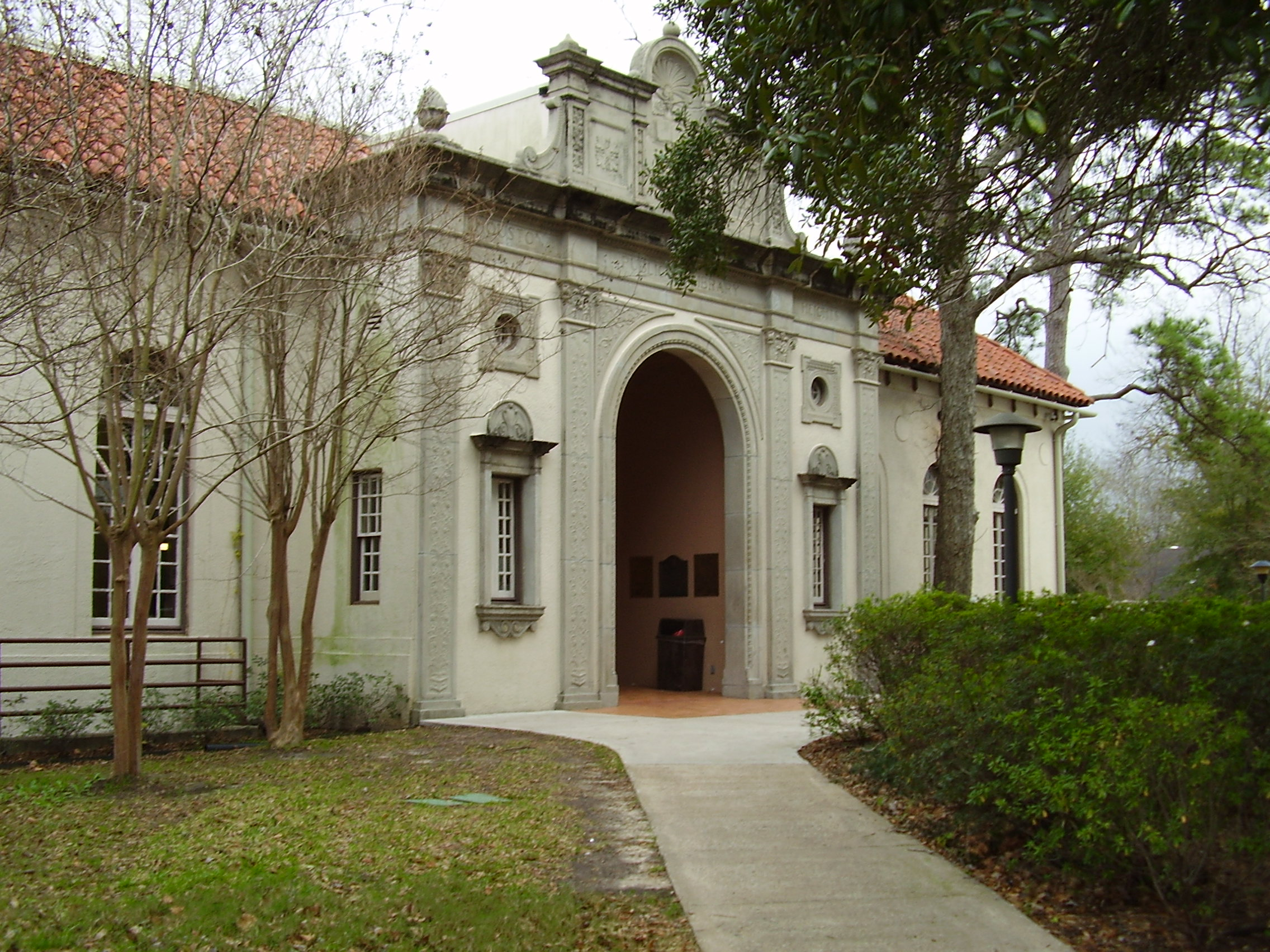
Biblioteca Sucursal Heights, inaugurada en 1926